# Jūōsei
Jūōsei (jap. 獣王星), auch Jyu Oh Sei, ist eine Manga-Serie der japanischen Zeichnerin Natsumi Itsuki, die auch als Anime-Fernsehserie umgesetzt wurde. Der ungefähr 950 Seiten umfassende Manga richtet sich vorwiegend an eine weibliche Leserschaft und lässt sich somit der Shōjo- bzw. der Josei-Gattung zuordnen.

## Handlung
Im Jahre 2436 hat sich die Menschheit im Sonnensystem „Balkan“, 150 Lichtjahre von der Erde entfernt, niedergelassen. Die Zwillinge Rai und Thor leben zusammen mit ihren Eltern auf der Raumschiffkolonie „Juno“. Der Vater der beiden Jungen ist ein einflussreicher Mann in der Regierung der Kolonie, weswegen ihn viele als den nächsten Premierminister von Juno sehen. Der junge Thor möchte gerne Pilot werden, um die sehr weit entfernte Erde besuchen zu können. Sein Bruder Rai möchte dagegen wie seine Eltern Wissenschaftler werden.
Jedoch zerplatzen die Träume der beiden Zwillinge. Als die beiden in die Wohnung zu ihren Eltern gehen, müssen sie entsetzt feststellen, dass diese von Unbekannten kaltblütig ermordet wurden. Die Jungen werden von der Geheimpolizei bewusstlos geschlagen und in ein Raumschiff gesperrt. Sie werden damit auf den nächsten Planeten „Chimaera“ verbannt, auf dem es von Pflanzen aller Art nur so wimmelt. Die meisten dieser Pflanzen sind Fleischfresser. „Chimaera“, auch bekannt als „Planet des Königs der Bestien“ (Jūōsei), dient vielen Kriminellen und Verstoßenen als Heimat. Viele von ihnen wurden genau wie nun Rai und Thor auf diesen Planeten verbannt. Es gilt das Gesetz des Stärkeren, Menschlichkeit kann man hier keine erwarten. Wer zu schwach ist stirbt. Es gibt nur zwei Jahreszeiten auf dem Planeten, die Hälfte des Jahres ist der ganze Planet bitterkalt und in Dunkelheit gehüllt, die anderen 181 Tage herrscht eine unerträgliche Hitze. Kurz nachdem die beiden Jungen in dem abgestürzten Raumschiff zu sich kommen, werden sie von einer Gruppe bedrohlicher Menschen angegriffen. Sie flüchten durch den Dschungel, die Verfolger immer dicht auf den Fersen. Erst nachdem Thor einen der Verfolger tötet, werden sie von deren Anführer gerettet. Sein Name ist Zagi und er erklärt ihnen die Regeln und Strukturen auf dem Planeten.
Durch die unterschiedliche Hautfarbe der auf „Chimaera“ lebenden Menschen gibt es vier verschiedene Stämme. Zusätzlich leben die Männer und Frauen getrennt voneinander. Der unumstrittene Herrscher des Planeten ist der Bestienkönig, er ist auch der einzige, der den Planeten verlassen kann, allen anderen bleibt dieser Weg versperrt. Jeder der vier Stämme hat einen Anführer, den „Top“. Ihm direkt folgt der „Second“, er ist der Stellvertreter des „Firsts“. Der Dritthöchste im Stamm ist der "Third". 
Sie sind die Einzigen, die direkte Befehlskraft über den Rest des Stammes ausüben.

## Veröffentlichungen
Das erste Kapitel des Mangas erschien in Ausgabe 12/1993 (24. Oktober 1993) des Josei-Manga-Magazins LaLa, in dem zu dieser Zeit unter anderem auch Miwa Abikos Mikan Enikki veröffentlicht wurde. Bis 2/1995 erschienen vier weitere Kapitel in dem Magazin. Drei weitere Kapitel erschienen in den Ausgaben 10/1997 bis 12/1997 des gegründeten Magazins Melody, das sich an eine jüngere Zielgruppe (Shōjo) als das LaLa richtet. Bis Ausgabe 1/2003 (24. November 2002) wurden im LaLa in unregelmäßigen Abständen weitere Kapitel veröffentlicht. Die insgesamt vierzehn Einzelkapitel fasste der Verlag Hakusensha auch in fünf Sammelbänden (Tankōbon) zusammen.

## Anime
Das Animationsstudio Bones adaptierte den Manga als Anime-Serie unter der Regie von Hiroshi Nishikiori. Die 11 Folgen liefen als Teil der Programmreihe NoitaminA vom 14. April bis 23. Juni 2006 nach Mitternacht (und damit am vorigen Fernsehtag) auf dem japanischen Fernsehsender Fuji TV.
OVA Films hat die Serie für den deutschen Markt lizenziert und 2008 unter dem Namen Planet of the Beast King – Jyu-Oh-Sei auf drei DVDs veröffentlicht.

### Synchronisation
| Rolle           | Japanische Synchronisation (Seiyū)              | Deutsche Synchronisation |
| --------------- | ----------------------------------------------- | ------------------------ |
| Thor            | Kochi Domoto (Erwachsen) Minami Takayama (Jung) | David Turba              |
| Zagi            | Kazuya Nakai                                    | Heiko Obermöller         |
| Tiz             | Nana Mizuki                                     | Kirstin Hesse            |
| Chen            | Rica Fukami                                     | Ilya Welter              |
| Karim           | Romi Paku                                       | Gabi Wienand             |
| Third           | Shun Oguri                                      | Julien Haggége           |
| Rai Klein       | Minami Takayama                                 | Hannes Maurer            |
| Oberst Heimdall | Keiji Fujiwara                                  | Patrick Feiter           |
| Odin            | Kinryuu Arimoto                                 | Thomas Balou Martin      |
| Professor Loki  | Hisao Egawa                                     | Hans Bayer               |
| Rada            | Akimitsu Takase                                 | Stephan Schleberger      |

## Auszeichnungen
Der Manga war 2004 für den Seiun-Preis als Bester Comic nominiert, musste sich aber Kyōko Hikawas Kanata Kara geschlagen geben.